# 最強の法廷 裁判官桜子と10人の評決
『最強の法廷 裁判官桜子と10人の評決』（さいきょうのほうてい さいばんかんさくらことじゅうにんのひょうけつ）は、2015年1月14日にテレビ東京「水曜ミステリー9」で放送されたテレビドラマ。
撮影は綾瀬市などで行われた。

## あらすじ
不動産開発会社の社長が刺殺される。胸に刺さったナイフを握っているところを見られた老人・徳井正次は一度は逃亡を図るが、交番に出頭し逮捕される。この事件の裁判を担当することになったのが横浜地裁の判事・神谷桜子だった。疑問を徹底的に追及する桜子の姿勢は検察や弁護士にも知れ渡っており、裁判が長引くのではないかと心配されていた。公判前整理手続が行われ、被告人は取調べに応じ、殺害も素直に認めていることから、裁判は滞りなく進行するかに思われた。裁判員裁判のため、裁判員の選出が行われるが、仕事があるからと絶対に選ばれたくないと主張するサラリーマン、裁判員なんて自信がないというスナックのママ、怨まれたくないから適当にやってしまうかもと考えていた電器店店主など補充裁判員を含め8人が選出された。
裁判が始まると、被告人は現場にもう1人いたと、取調べでも一切言わなかったことを言い出し、法廷は混乱する。被告人がいたと主張したのは、数年前に被告人の娘を殺した罪に問われたものの無罪判決をくだされた野末直人だった。

## キャスト
- 神谷桜子（横浜地裁判事） - 財前直見[2]
- 猪原正一（横浜地裁判事補） - 田中要次
- 黒木昇（横浜地裁判事補） - 山口翔悟
- 裁判員
  - 山本みずえ（イラストレーター） - 清水由紀
  - 青木健一（法学部学生） - 佐野和真
  - 新庄清吉（大工棟梁） - 丸岡奨詞
  - 丸岡芙美子（OL） - 中原果南
  - 湯川康夫（会社員） - 井田國彦
  - 橘恭子（スナック経営者） - 猫背椿
- 補充裁判員
  - 中津川毅（電器店店主） - 深沢敦
  - 堀内悦子（主婦） - 大西多摩恵
- 徳井正次（被告人） - 石橋蓮司
- 森隆史（横浜地検検事） - 羽場裕一
- 上田伸介（弁護士） - 少路勇介
- 野末隆之（野末不動産社長） - 沼崎悠
- 徳井香苗（正次の娘・故人）-槌谷絵図芽
- 徳井ハル（正次の妻）-福井裕子
- 野末直人（野末不動産副社長） - 窪塚俊介
- 佐々木綾香（直人のアリバイ証人） - 中島愛里
- 川口守（目撃証人） - 小川ゲン
- 中谷浩一郎（事件関係者） - 比留間由哲
- 浅見小四郎、高木薫、関口美保子、平手舞、加藤衛、高橋K太、宮川崇、筒井巧、佐野元哉、石原茂、名嶋真、勝也

## スタッフ
- 脚本 - 金井寛
- 監督 - 皆川智之
- 撮影 - 青木泰弘
- 録音 - 下元徹
- 照明 - 樋田雅博
- VE - 中塚政明
- 助監督 - 嶋田明美、菊池俊次、吉住亮
- 記録 - 増田文
- 美術 - 齋藤卓
- 選曲 - 合田麻衣子
- 音響効果 - サウンドライズ
- 法律監修 - 花村聡・杉原弘康（扶桑第一法律事務所）
- ロケ協力 - 綾瀬市、綾瀬ロケーションサービス　ほか
- チーフプロデューサー - 橋本かおり（テレビ東京）
- プロデューサー - 川村庄子（テレビ東京）、大久保直実、坪ノ内俊也
- 製作 - テレビ東京、BSジャパン、ビデオフォーカス